# Marienburg (zámek)

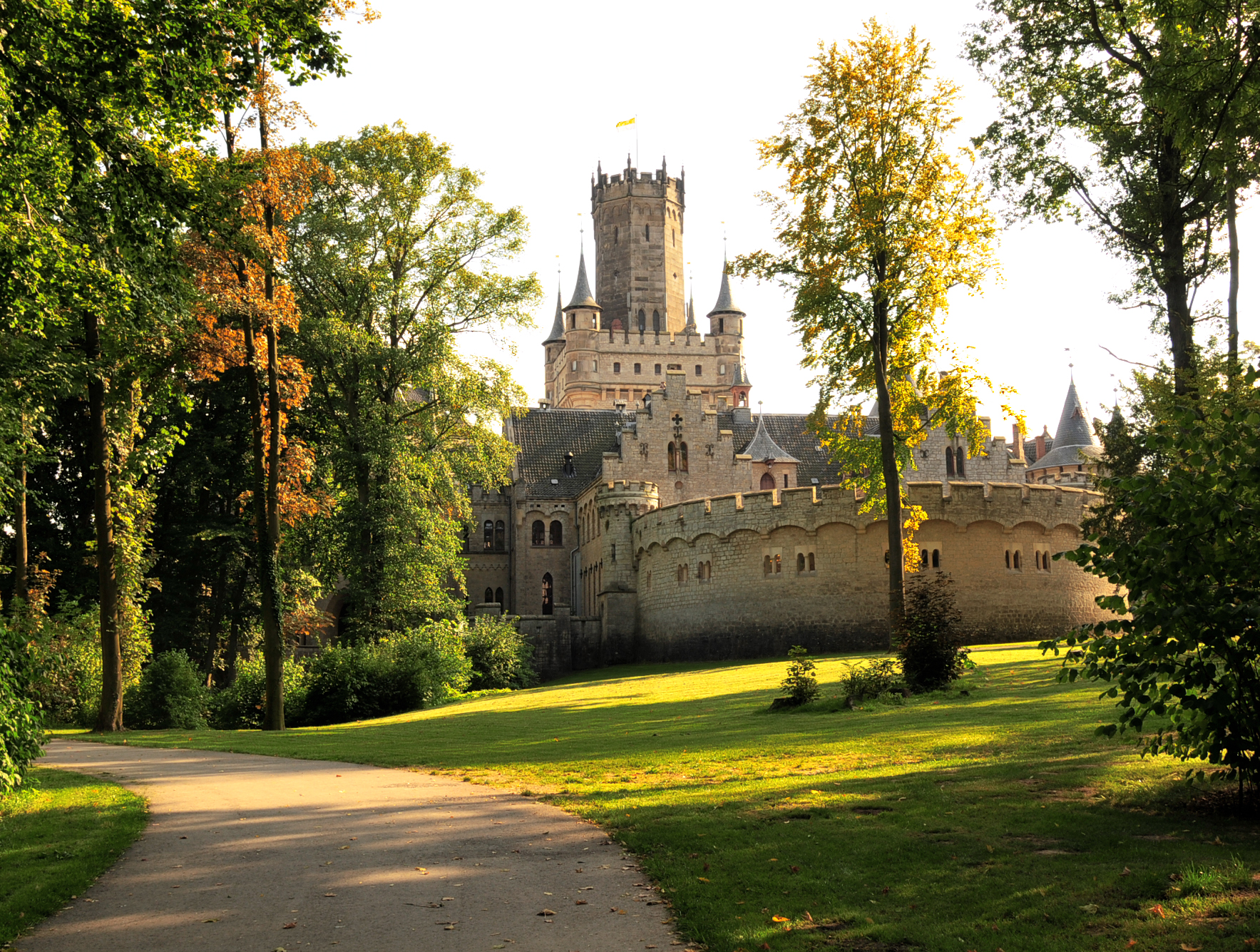
Pohled na zámek Marienburg

Zámek Marienburg postavil v letech 1857–1867 král Jiří V. Hannoverský, jako lovecký zámek a letní sídlo pro svou rodinu. Věnoval ho své manželce Marii Sachsen-Altenburg (1818–1907) k narozeninám. Leží na jihu Dolního Saska v okrese Pattensen v hannoverském kraji. Stavba se tyčí na kopci Marienberg nad řekou Leine.